# 普里马卢纳
普里马卢纳（義大利語：Primaluna），是意大利莱科省的一个市镇。总面积22平方公里，人口2156人，人口密度98.0人/平方公里（2009年）。国家统计（ISTAT）代码为097070。

## 友好城市
- 法國La Roche-Vineuse